# Grüner See (Melsunger Bergland)
Der Grüne See ist ein  Stillgewässer im Melsunger Bergland bei Eiterhagen im nordhessischen Landkreis Kassel. 

## Geographie

### Lage
Der Grüne See, auch Grüner See von Eiterhagen, befindet sich im Nordwestteil des Melsunger Berglands 1,3 km südwestlich des Dorfs Eiterhagen, dem südlichsten Ortsteil der Gemeinde Söhrewald. Im direkt westlich benachbarten Schwalm-Eder-Kreis liegt im Gemeindegebiet von Körle das 1,5 km westnordwestlich gelegene Dorf Ober-Empfershausen als oberer bzw. nordöstlicher Ortsteil von Empfershausen. Etwa 900 m nordwestlich des in Wald gelegenen Sees fließt in recht tief eingeschnittenem Tal der Fulda-Zufluss Mülmisch.

### Naturräumliche Zuordnung
Der Grüne See gehört in der naturräumlichen Haupteinheitengruppe Osthessisches Bergland (Nr. 35), in der Haupteinheit Fulda-Werra-Bergland (357) zur Untereinheit Melsunger Bergland (mit Günsteröder Höhe) (357.6).

## Entstehung
Der teilweise von steilen Basalthängen umgebene Grüne See entstand durch in ein aufgelassenes Tagebaurestloch einströmendes Grund-, Niederschlags- und Oberflächenwasser. Früher wurde aus den Abbaumaterialien zum Beispiel Schotter gewonnen.